# Eutropha nigroscutellata
Eutropha nigroscutellata är en tvåvingeart som först beskrevs av Becker 1911.  Eutropha nigroscutellata ingår i släktet Eutropha och familjen fritflugor. Inga underarter finns listade i Catalogue of Life.